# Região Geográfica Intermediária de Ji-Paraná
A Região Geográfica Intermediária de Ji-Paraná é uma das duas regiões intermediárias do estado brasileiro de Rondônia e uma das 134 regiões intermediárias do Brasil, criadas pelo Instituto Brasileiro de Geografia e Estatística (IBGE) em 2017. É composta por 34 municípios, distribuídos em três regiões geográficas imediatas (JI-Paraná, Cacoal, Vilhena).
Sua população total estimada pelo Instituto Brasileiro de Geografia e Estatística (IBGE) para 1º de julho de 2018 é de 775 669 habitantes, distribuídos em uma área total de 112 707,266 km².
Ji-Paraná é o município mais populoso da região intermediária, com 127 907 habitantes, de acordo com estimativas de 2018 do Instituto Brasileiro de Geografia e Estatística (IBGE).

## Regiões geográficas imediatas
A região geográfica de Ji-Paraná é composta por três regiões geográficas imediatas: JI-Paraná com 13 municípios, Cacoal com 14 municípios e, Vilhena com 7 municípios.
| Região geográfica imediata              | Municípios | População Estimativa 2018 | Área (km²)  |
| --------------------------------------- | --- | ------------------------- | ----------- |
| Região Geográfica Imediata de Ji-Paraná | Alvorada d'Oeste Costa Marques Ji-Paraná Mirante da Serra Nova União Ouro Preto do Oeste Presidente Médici São Francisco do Guaporé São Miguel do Guaporé Seringueiras Teixeirópolis Urupá Vale do Paraíso                                              | 312 040                   | 45 091,333  |
| Região Geográfica Imediata de Cacoal    | Alta Floresta d'Oeste Alto Alegre dos Parecis Cacoal Castanheiras Espigão d'Oeste Ministro Andreazza Nova Brasilândia d'Oeste Novo Horizonte do Oeste Parecis Pimenta Bueno Primavera de Rondônia Rolim de Moura Santa Luzia d'Oeste São Felipe d'Oeste | 307 428                   | 36 166,297  |
| Região Geográfica Imediata de Vilhena   | Cabixi Cerejeiras Chupinguaia Colorado do Oeste Corumbiara Pimenteiras do Oeste Vilhena | 156 201                   | 31 449,636  |
| Total                                   | 34 | 775 669                   | 112 707,266 |